# Plusiodonta natalensis
Plusiodonta natalensis är en fjärilsart som beskrevs av Walker 1865. Plusiodonta natalensis ingår i släktet Plusiodonta och familjen nattflyn. Inga underarter finns listade i Catalogue of Life.